# Orchesia gravida
Orchesia gravida es una especie de coleóptero de la familia Tetratomidae.

## Distribución geográfica
Habita en Georgia.